# Karlin (priimek)
Karlin je priimek v Sloveniji, ki ga je po podatkih Statističnega urada Republike Slovenije na dan 1. januarja 2010 uporabljalo 125 oseb.

## Znani slovenski nosilci priimka
- Albert Karlin (1934—2019), skladatelj
- Alma Maksimiljana Karlin (1889—1950), popotnica, pisateljica, pesnica in zbirateljica
- Andrej Karlin (1857—1933), škof (v Trstu in Mariboru)
- Davorin Karlin (1849—1912), klasični filolog, gimnazijski profesor, šolnik
- Igor Karlin (*1936), glasbenik, klarinetist, pedagog
- Janez Karlin (1922—2019), kulturni delavec in publicist v Mariboru
- Klemen Karlin (*1973), organist
- Mirko Karlin (1900—1977), zdravnik ftiziolog in zgodovinar medicine
- Pavel Karlin (1899—1965), prevajalec, pisatelj, urednik, lektor

## Znani tuji nosilci priimka
- Miriam Karlin (1925—2011), angleška igralka
- Samuel Karlin (1924—2007), ameriški matematik